# Jeanne Colletin
Jeanne Colletin (született Jeanne Fournier) (Toulouse, 1938. július 16. – Párizs, 2006. október 20.); francia színpadi és filmszínésznő, énekesnő. 1967-től a párizsi Comédie-Française, majd a Théâtre Marigny társulatának tagja. Számos klasszikus színpadi szerep után első rövid filmszerepét 1966-ban játszotta. Híressé vált filmszerepe „Ariane” alakítása Just Jaeckin 1974-ben bemutatott Emmanuelle c . erotikus játékfilmjében. Szerepelt még Alain Jessua rendező 1973-as horrorfilmjében, a Magyarországon a 80-as évektől videókazettán forgalmazott Sokkos kezelésben.

## Színpadi szerepei
- Jean Giraudoux: Pour Lucrèce, Théâtre Marigny, Párizs, Champs-Élysées, 1953. (Gillette, a virágárus-lány).
- Pierre de Marivaux: Les sincères, 1981.
- Pierre-Edmond Victor: Pepsie, Théâtre Daunou, Párizs.

## Filmjei
- 1966: Le petit cheval de bois, rövidfilm.
- 1966: Trois enfants... dans le désordre, vígjáték, (Élisabeth)
- 1966: La fausse suivante ou Le fourbe puni, tévéfilm, (a lovas).
- 1966–1970: Allô Police, tévésorozat.
- 1969: Les cinq dernières minutes, tévésorozat, (Patricia).
- 1973: Sokkos kezelés (Traitement de choc), olasz-francia horror, (Camille Giovanelli).[7] (A film főszereplői Alain Delon, Annie Girardot, Michel Duchaussoy)[8]
- 1974: La folie des bêtes, (Irène Lantier).[9][10]
- 1974: Emmanuelle, (Ariane).[11]
- 1975: Au théâtre ce soir, tévésorozat, La moitié du plaisir c. epizódja, (Florence Geder).
- 1977: Le confessional des pénitents noirs, mini-tévésorozat.
- 1977: C’est arrivé à Paris, tv-film, (Armande).
- 1978: Ce diable d’homme, mini-tévésorozat, (Madame de Saint-Pierre).
- 1978: Mazarin, mini-tévésorozat, (Chevreuse hercegné).[12]
- 1978: Voltaire, mini-tévésorozat,
- 1979: Les grandes conjurations: Le coup d’état du 2 décembre, tévéfilm (Hortenzia holland királyné).
- 1979: Le roi qui vient du sud, mini-tévésorozat.
- 1980: L’inspecteur mène l’enquête, tévésorozat Dossier à charge c. epizódja.
- 1981: L’homme de Hambourg, tévéfilm.

## Egyéb előadói műfajok
- Francis Lai (zeneszerző): Mon amour mon adieu, énekel Nadine Laik és Jeanne Colletin, CD, Editions 23 / 123Music.com, 2004.[13]

## További információ
- Jeanne Colletin a PORT.hu-n (magyarul)
- Jeanne Colletin az Internetes Szinkronadatbázisban (magyarul)
- Jeanne Colletin az Internet Movie Database-ben (angolul)
- Jeanne Colletin az AlloCiné weboldalán (franciául)
- Jeanne Colletin Profile. Famousfix.com. (Hozzáférés: 2023. február 5.)

- MySpace oldala, több dalának clipjével. (franciául) (angolul)
- Jeanne Colletin az Emmanuelle-ben Archiválva 2011. február 17-i dátummal a Wayback Machine-ben (angolul)
- A budapesti Filmmúzeum híradása a "Sokkos kezelés" c. filmről
- Jeanne Colletin halálhíre az Interneten. (franciául)
- Nekrológja a Le Figaróban, 2006. október 27. (franciául)